# Ted Rosenthal
Ted Rosenthal (* 1959) ist ein US-amerikanischer Jazzpianist und Komponist.

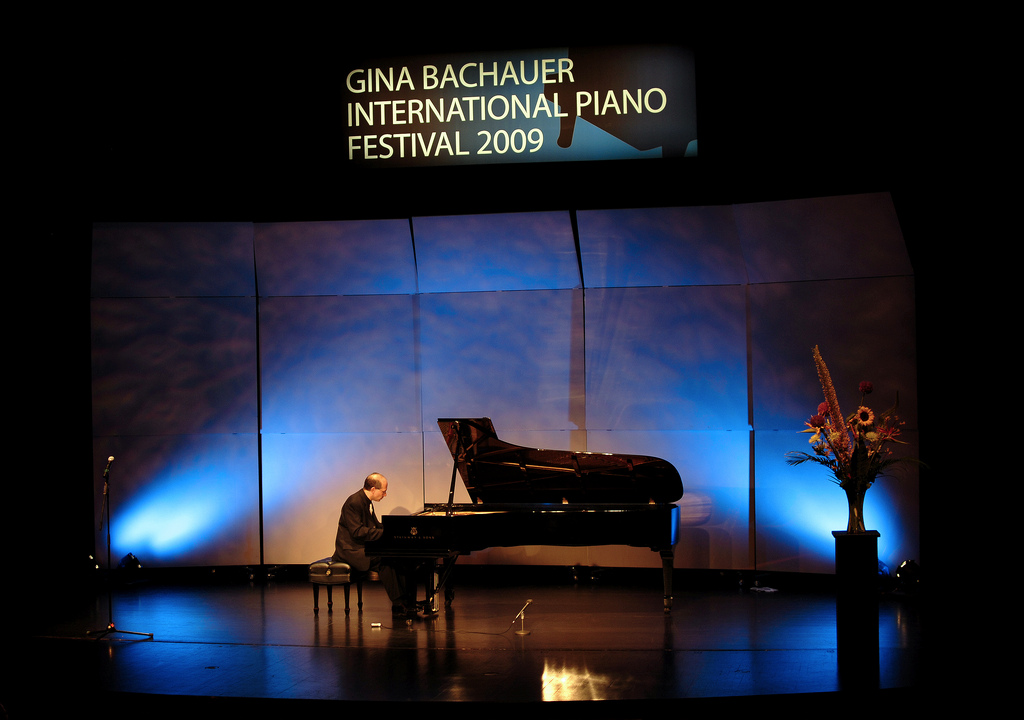
Ted Rosenthal (Gina Bachauer International Festival 2009)

## Leben und Wirken
Rosenthal wuchs in Great Neck auf Long Island auf. Er nahm Klavierunterricht bei dem Jazzpianisten Tony Aless, auf der High School kurz bei Lennie Tristano und Jaki Byard und besuchte Workshops unter anderem von Woody Shaw und Billy Taylor. Er studierte klassisches Klavier an der Manhattan School of Music. 1988 gewann er den zweiten Thelonious-Monk-Wettbewerb in Klavier und veröffentlichte 1990 sein erstes Album New Tunes, New Traditions mit eigenen Kompositionen und Bearbeitungen von Kompositionen von Thelonious Monk (mit Ron Carter, Billy Higgins, Tom Harrell). 1992 bis 1995 tourte er mit dem Gerry Mulligan Quartett, mit dem er auch drei Alben aufnahm. Nach dem Tod von Mulligan wurde er musikalischer Leiter der Gerry Mulligan All Star Tribute Band, in der Bob Brookmeyer, Lee Konitz und Randy Brecker spielten und die 1998 die Grammy-nominierte CD Thank You Gerry! herausbrachte.
Rosenthal begleitete viele Jahre Helen Merrill – sein Album My Funny Valentine (Venus Records 2008) mit George Mraz und Al Foster ist ein Tribut an Merrill, begleitete auch weitere Sänger wie Mark Murphy, Ann Hampton Callaway und war Sideman bei Art Farmer, Jon Faddis, Phil Woods, Wycliffe Gordon und Jay Leonhart. Mit Bob Brookmeyer nahm er im Duo das Album One night in Vermont (Planet Arts 2004) auf. Auf weiteren Alben bearbeitete er Jazzstandards, Musicals (The King and I, Venus Records 2006, mit George Mraz, Lewis Nash, Schlagzeug) und klassische Musik (Impromptu, 2010 bei Playscape, mit Noriko Ueda, Bass, Quincy Davis Schlagzeug). Sein Album Out of this World in gleicher Besetzung erreichte 2011 Platz 1 der nationalen Jazz-Radiocharts. Insgesamt veröffentlichte er (bis 2012) rund ein Dutzend Alben, darunter auch Solo-Alben (The 3 B’s, Ted Rosenthal Live at Maybeck Hall). Er war zwischen 1980 und 2017 an 84 Aufnahmesitzungen im Bereich des Jazz beteiligt. Um 2020 leitete Rosenthal sein Wonderland Trio, mit Bassist Noriko Ueda und Schlagzeuger Tim Horner. 2025 legte er das Album High Standards vor, eingespielt mit Martin Wind und Tim Horner.
Rosenthal trat mit dem Lincoln Center Jazz Orchestra unter Leitung von Wynton Marsalis auf, mit der Carnegie Hall Jazz Band und dem Vanguard Jazz Orchestra. 2003 organisierte er mit George Wein Piano Starts In auf dem JVC Jazz Festival in New York. Auch spielt er klassische Musik mit den Boston Pops und klassischen Sinfonieorchestern, wobei er z. B. in Gershwin-Konzerten Improvisationen ergänzt.
Rosenthal komponierte das Klavierkonzert Survivor (mit improvisierten Teilen) und die Tanzmusik Uptown, das 2009 vom Alvin Ailey American Dance Theater aufgeführt wurde. Seine Jazzoper Dear Erich, die auf 200 Briefen aufbaut, die seine Großmutter aus dem nationalsozialistischen Deutschland seinem emigrierten Vater schickte,  wurde 2019 von der New York City Opera aufgeführt.
Weiterhin unterrichtet er in Jazz-Kliniken und an der Juilliard School, der Manhattan School of Music und der New School University.